# Бояна Міленкович
Бояна Міленкович (серб. кир.: Бојана Миленковић; 6 березня 1997, Белград, Сербія, СР Югославія) — сербська волейболістка, догравальник. Чемпіонка світу і Європи. Бронзова медалістка Олімпійськиї ігор.

## Із біографії
Бронзова призерка літніх Олімпійських ігор у Токіо. Дворазова чемпіока світу (2018, 2022). Дворазова чемпіока Європи (2017, 2019), віцечемпіонка турніру 2021 року. Учасниця Світового гран-прі 2017, Кубка світу 2017 і розіграшів Ліги націй (2018, 2022, 2023).

## Клуби
| Роки      | Команди                        |
| --------- | ------------------------------ |
| 2013—2018 | «Црвена Звезда» (Белград)      |
| 2018—2020 | «Савіно Дель Бене» (Скандіччі) |
| 2019—2020 | «Алтай» (Усть-Каменогорськ)    |
| 2020—2021 | «Альба-Блаж» (Блаж)            |
| 2021—2022 | «Хемік» (Полиці)               |
| 2022—2023 | «Альба-Блаж» (Блаж)            |
| 2023—2024 | СК «Прометей» (Слобожанське)   |
| 2024—     | «Нілуфер Беледієспор» (Бурса)  |

## Досягнення
У збірних
- Чемпіонка світу (2): 2018[en], 2022[en]
- Бронзова призерка Олімпійських ігор (1): 2020
- Чемпіонка Європи (2): 2017[en], 2019[en]
- Срібна призерка чемпіонату Європи (1): 2021[en]
- Чемпіонка світу серед молодіжних команд (1): 2014

У клубах
- Фіналістка Кубка ЄКВ (1): 2023
- Фіналістка Кубка виклику ЄКВ (1): 2021
- Чемпіонка Польщі (1): 2022
- Чемпіонка Румунії (1): 2023
- Переможниця Кубка Сербії (1): 2014
- Переможниця Кубка Румунії (1): 2021
- Чемпіонка України (1): 2024
- Переможниця Кубка України (1): 2024
- Переможниця Суперкубка України (1): 2023

## Статистика
Статистика виступів в єврокубках:
| Сезон   | Клуб               | Турнір         | Ігри | Сети | Очки | Ср.  | Примітки |
| ------- | ------------------ | -------------- | ---- | ---- | ---- | ---- | -------- |
| 2013/14 | «Црвена Звезда»    | Ліга чемпіонів | 6    | 18   | 17   | 0,94 |          |
| 2014/15 | «Црвена Звезда»    | Кубок ЄКВ      | 4    | 14   | 41   | 2,93 |          |
| 2015/16 | «Црвена Звезда»    | Кубок ЄКВ      | 3    | 12   | 45   | 3,75 |          |
| 2018/19 | «Савіно Дель Бене» | Ліга чемпіонів |      |      | 0    | 0    |          |
| 2019/20 | «Савіно Дель Бене» | Ліга чемпіонів | 3    | 5    | 5    | 1    |          |
| 2020/21 | «Альба-Блаж»       | Кубок виклику  | 5    | 14   | 39   | 2,79 |          |
| 2021/22 | «Хемік» (Полиці)   | Ліга чемпіонів | 4    | 11   | 23   | 2,09 |          |
| 2022/23 | «Альба-Блаж»       | Ліга чемпіонів | 6    | 23   | 91   | 3,96 |          |
| 2023/24 | СК «Прометей»      | Ліга чемпіонів | 8    | 31   | 92   | 2,97 |          |

Статистика виступів на Олімпійських іграх:
| Рік  | Турнір           | Ігри | Сети | Очки | Ср. | Місце | Примітки |
| ---- | ---------------- | ---- | ---- | ---- | --- | ----- | -------- |
| 2021 | Олімпійські ігри | 8    | 24   | 42   | ,   | 3     |          |
| 2024 | Олімпійські ігри | 4    | 9    | 1    | ,   | 7     |          |